# Noé von Atzingen
Noé Carlos Barbosa von Atzingen (Rio Claro, 11 de setembro de 1950) é um biólogo, historiador, escritor, professor, filólogo e político brasileiro, radicado em Marabá, mais conhecido por seus relevantes trabalhos como entomologista, orquidólogo e divulgador científico.
É também um dos mais importantes ativistas ambientalistas da Amazônia, sendo fundador de inúmeras associações de proteção ambiental, além de projetos de proteção e conservação do meio ambiente.
É membro-fundador e imortal da cadeira nº 2 da Academia de Letras do Sul e Sudeste Paraense, além de ocupante da cadeira nº 11 da Academia de Letras de Marabá. Também é membro da Sociedade Brasileira de Espeleologia, da National Geographic Society, da Sociedade Brasileira para o Progresso da Ciência e da Ordem Nacional dos Bandeirantes.

## Biografia
Nascido em Rio Claro, estado de São Paulo, em 11 de setembro de 1950, é filho de Noé von Atzingen e Inácia Barbosa von Atzingen; sua família paterna tem origem suíça.
Ingressou no curso de biologia do Instituto de Biociências da Universidade de São Paulo em 1971. Partiu à campo pelo Projeto Rondon como estagiário do Campus Avançado da Universidade de São Paulo em Marabá (CAUSP) no ano de 1975, para fazer levantamento dos vetores da doença de Chagas na região.

### Militância pela educação e meio-ambiente
Em 1976 retorna ao campus da USP em Marabá já como pesquisador-chefe, professor-auxiliar e diretor da unidade, cargos que ocupou até 1983. Nesse período Atzingen fundou uma das primeiras entidades ambientalistas da Amazônia, a Associação Marabaense de Proteção à Natureza (1978). Em 1982, Atzingen e vários pessoas ligadas ao CAUSP, fundaram o Grupo Ecológico de Marabá (GEMA), ancorados na preocupação das rápidas alterações sócio-econômicas-ambientais que vivia o sul e sudeste paraense àquela altura.
O trabalho de Noé von Atzingen e dos demais coordenadores do CAUSP foi fundamental para que os primeiros cursos superiores do sul e sudeste do Pará fossem estabelecidos, sendo os de Letras e Pedagogia em 1972, e de Ciências Sociais em 1977, sendo precursores, em certa medida, de algumas das atuais faculdades da Universidade Federal do Sul e Sudeste do Pará.
É o criador da Reserva Ambiental Murumuru, unidade de conservação particular de propriedade sua, iniciada em 1978. A unidade foi adquirida e tornada pública pela prefeitura de Marabá em 2019.

### Como secretário municipal e diretor da FCCM
Em 1983 o grupo fundador do GEMA foi convidado pela prefeitura de Marabá a converter esta instituição e transformá-la em Fundação Casa da Cultura de Marabá (FCCM); o lançamento oficial da FCCM se deu em novembro de 1984. Atzingen coordenou a FCCM por dois períodos: entre a fundação e janeiro de 2001, e; entre novembro de 2002 e janeiro de 2017.
Em 1988, a convite do prefeito Hamilton de Brito Bezerra (1986-1988), entra na política ao assumir como secretário municipal de Cultura, permanecendo em funções mesmo nas administrações de Nagib Mutran Neto (1989-1992) e Haroldo da Costa Bezerra Pinheiro (1992-1996), demonstrando grande capacidade técnica e independência durante gestões distintas. Seu mandato como secretário foi responsável pela criação de 8 bibliotecas públicas, do Museu Municipal de Marabá, da Pinacoteca Municipal Pedro Morbach, da Escola Municipal de Música, da Banda Municipal de Música, do Arquivo Público Municipal, do Núcleo Arqueológico de Marabá, do Arquivo Fotográfico de Marabá, do Herbário Municipal, do Conselho Municipal de Cultura, do Orquidário Municipal Margaret Mee, da Sociedade de Orquidófilos de Marabá e do Grupo Espeleológico de Marabá, sendo corresponsável inclusive pela criação da instituição-congênere da FCCM para o município de São Geraldo do Araguaia, a Fundação Serra das Andorinhas, além do Parque Estadual da Serra dos Martírios/Andorinhas, da Área de Proteção Ambiental de São Geraldo do Araguaia, do Museu do Cerrado em Tasso Fragoso (MA), do Museu de Jacundá, da Casa da Cultura de Brejo Grande do Araguaia, da Casa da Cultura de Canaã dos Carajás, da CRIARTE, do Museu de São Geraldo do Araguaia e da ONG SOS Amazônia. Durante sua gestão Marabá recebeu pela primeira vez a aprestação de uma grande companhia de balé, a Ballet Stagium. Atzingen ainda é o responsável pela proposição de criação da Área de Proteção Ambiental do Paleo-Canal do Tocantins.
Foi Noé von Atzingen quem acabou por popularizar e divulgar no cenário artístico nacional e europeu o nanquim amazônico, promovendo exposições dos artistas locais na Alemanha, Suíça, Portugal e Áustria.

### Como biólogo
Os trabalhos de Atzingen levaram a descoberta de duas novas espécies de vetores da doença de Chagas, sendo a Rhodnius jacundaensis (descrita em 1980, com nome em homenagem ao município de Jacundá) e Rhodnius marabaensis sp (descoberta em 2014 na Reserva Ambiental Murumuru, município de Marabá). Outras 6 novas espécies de orquídeas foram por ele descritas, entre elas a Epidendrum mojuensis e a Epidendrum pseudociliare.

### Como filólogo
Noé foi pioneiro na identificação da variante dialetal chamada atualmente de dialeto da serra amazônica. Embora não tenha sido ele o responsável por nomear a variante como "serra amazônica", foi o primeiro a publicar um compêndio-esboço de filologia sobre o tema, o livro "Vocabulário regional de Marabá", lançado em 2004.

### Grandes expedições
Expedição Balsa de Buriti - 100 anos de Marabá
Noé organizou, entre 2012 e 2013, a reconstituição da viagem de balsa capitaneada por Carlos Leitão de Carolina até Marabá. A expedição, com balsa construída inteiramente de talos e palhas de Buriti, no intuito de replicar a característica da embarcação original construída pelo Coronel Leitão, foi promovida pela equipe de técnicos e pesquisadores da FCCM, que por impossibilidade de navegação em virtude da existência da Hidroelétrica do Estreito, não saiu de Carolina, mas da cidade vizinha, Estreito. Todo o percurso iniciou-se em 16 de abril de 2013 e foi finalizado no dia 27 de abril do mesmo ano, com grande festa em Marabá.
Expedição Coudreau - 118 anos depois
Em 2015 a FCCM promoveu uma expedição, capitaneada Atzingen, inspirado no raro exemplar do livro “Viagem a Itaboca e ao Itacaiúnas”, escrito pelo francês Henri Coudreau, em 1897, que  teve a ideia de explorar e pesquisar o rio Itacaiúnas. A expedição constatou o que muitos ambientalistas vêm alertando há mais de uma década: o rio está secando e praticamente morto em suas cabeceiras. Em alguns lugares completamente cortado e sem força.

## Livros e publicações
Atzingen editou ou coeditou os seguintes livros:
- Marabá - vários autores - 1984;
- O Dom da palavra - Marcelo Flores - 1984;
- História de Marabá  - Maria Virgínia Bastos de Mattos - 1996;
- Pelas trilhas de Marabá - Almir Queiroz de Moraes - 1998;
- Antologia Tocantina - Ademir Braz - 1998;
- Ri do Brasil - Rildo Brasil -  1999;
- Marabá e suas lendas - Vânia Ribeiro Andrade, et all - 2000;
- Vocabulário regional de Marabá - Noé von Atzingen - 2004;
- Marabá Ontem e Hoje - Vale - 2013.
- Revista do Patrimonio Arqueologico de Marabá - Vale - 2013;
- Antologia Literária - Academia de Letras do Sul e Sudeste Paraense - 2014.

Atzingen editou ou coeditou os seguintes periódicos:
- O Penta (1985-2017) - 62 números editados;
- Pedra Escrita (1990-1998) - 15 números editados;
- Boletim da Fundação Casa da Cultura de Marabá (1999-2013) - 7 números editados;
- Espeleotema (19??-presente) - 40 números editados.

Além disso, ainda têm participação em 68 trabalhos técnicos, principalmente na área de biologia, além de bancas e orientações de trabalhos acadêmicos.

## Prêmios e reconhecimento
Pelo seu trabalho de preservação do patrimônio natural e arqueológico junto à FCCM, em 1999 ganhou, juntamente com a equipe da Fundação, o Prêmio Rodrigo Melo Franco de Andrade, concedido pelo Instituto do Patrimônio Histórico e Artístico Nacional. O mesmo prêmio foi ganhado em 2014 pelo "Projeto Balsa de Buriti".
Pesquisadores da Universidade de São Paulo nomearam a espécie de inseto Micropygomyia (Sauromyia) vonatzingeni sp. em sua homenagem.
Várias turmas da Faculdade Metropolitana de Marabá e da Universidade Federal do Pará lhe homenagearam.
Em 1984 a Câmara Municipal de Marabá concedeu-lhe o título de cidadão marabaense, a que Atzingen declarou, em 2013:
| “                                                                      | É, sem dúvida, o melhor título que tenho ser um cidadão por merecimento. | ” |
| — Noé von Atzingen, Marabá Ontem e Hoje. Fundação Vale, 2013. pg. 172. |                                                                          |   |

## Processos na justiça e prisão
Atzingen respondeu a três processos relacionados à gestão da FCCM, questionando um processo licitatório e uma das prestações de contas, além de uma ação por improbidade administrativa. Em tais processos foi inocentado.
Respondeu, até a segunda instância, a uma acusação de estupro de vulnerável por prática de ato libidinoso diverso da conjunção carnal contra um menor de idade, ocorrido em 2015. Em 15 de maio de 2017 já havia sido condenado em primeira instância a oito anos de reclusão em regime semi-aberto, que foi convertida em sentença em liberdade dado que colaborou em todo o processo.
Noé von Atzingen foi preso após entregar-se espontaneamente à Polícia Civil do Estado do Pará em 19 de setembro de 2022, após a expedição do mandado de prisão contra ele expedido pela 2ª Vara Criminal de Marabá, ficando em regime fechado no complexo penitenciário Centro de Recuperação Agrícola Mariano Antunes (Crama).